# 亦创会展中心站
亦创会展中心站是一个位于中国北京市大兴区荣华街道荣昌东街、永昌中路与永昌南路交叉口，属于北京地铁亦庄有轨电车T1线的有轨电车站。

## 结构
| 地面 |                                | █ 亦庄T1线往屈庄（荣昌东街） |
| 地面 | 岛式站台，左側開门             |                              |
| 地面 | █ 亦庄T1线往定海园（经海一路） |                              |